# Новодворский, Бартоломей
Бартоло́мей Новодво́рский (пол. Bartłomiej Nowodworski; ок. 1552, Тухоля — 1625, Варшава) — польский офицер, мальтийский кавалер.

## Биография
Представитель польского шляхетского рода Новодворских герба Наленч. Сын хорунжего поморского Антония Новодворского и Марианны Дереговской.
Рано осиротев, Бартоломей поступил на службу к князьям Михаилу и Янушу Заславским на Подолии, где участвовал в боях с татарами и казаками. Через три года Бартоломей Новодворский поступил на службу к князю Трансильвании Стефана Батория, будущему королю Речи Посполитой. В 1581 году участвовал в экспедиции Стефана Батория на Псков во время Ливонской войны. В 1582 году с дипломатическим поручением от Стефана Батория был отправлен послом в Стамбул. В том же 1582 году после убийства приближенного короля Беджицкого на дуэли он вынужден был покинуть Польшу.
Провёл в изгнании 25 лет. Бартоломей Новодворский участвовал в междоусобицах во Франции, где вначале сражался под знаменами короля Генриха III Валуа, а после его смерти в 1589 году на стороне Католической лиги, а в 1593 году перешел на сторону нового короля Генриха IV Бурбона, принявшего католичество. Позднее он нанялся на службу к герцогам Савойским в Северной Италии, стал рыцарем мальтийского ордена. В годы русско-польской войны 1609—1618 годов участвовал в осаде Смоленска и командовал отрядом поляков, который 1 октября 1618 года штурмовал Москву.
В 1617 и 1619 годах делал пожертвования на подготовительную школу, которая сохранилась до сих пор и называется Средняя школа им. Бартоломея Новодворского (I Liceum Ogólnokształcące im. Bartłomieja Nowodworskiego w Krakowie).
За свои многочисленные заслуги незадолго до смерти Бартоломей Новодворский получил звание командора Мальтийского ордена в Познани.